# Bécon-les-Bruyères
Pour les articles homonymes, voir Bécon et Bruyères (homonymie).

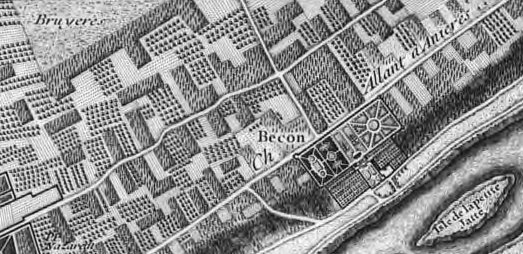
Bécon sur le Plan de Roussel, 1733: Paris, ses fauxbourgs et ses environs où se trouve le détail des villages, châteaux, grands chemins pavez et autres, des hauteurs, bois, vignes, terres et prez, levez géométriquement, par le Sr Roussel

Bécon-les-Bruyères est un lieu-dit du département des Hauts-de-Seine regroupant des quartiers de trois communes, en banlieue de Paris : le quartier de Bécon (commune de Courbevoie) et le quartier des Bruyères (communes d’Asnières-sur-Seine et de Bois-Colombes). Il est approximativement inscrit dans le quadrilatère avenue Faidherbe (Anciennement chemin royal puis chemin national en 1872), rue de Chanzy, la Seine au pont de Levallois, et rue du Cayla. Il est centré sur la gare de Bécon-les-Bruyères, située sur la ligne de Paris-Saint-Lazare à Versailles-Rive-Droite et sur la liaison omnibus de Paris-Saint-Lazare à Nanterre-Université.

## Toponymie
Pour mémoire, dans le respect des règles de toponymie, on doit écrire Bécon les Bruyères (sans traits d'union) car il ne s'agit pas d'un nom officiel, ici d'un nom de commune.[réf. nécessaire]

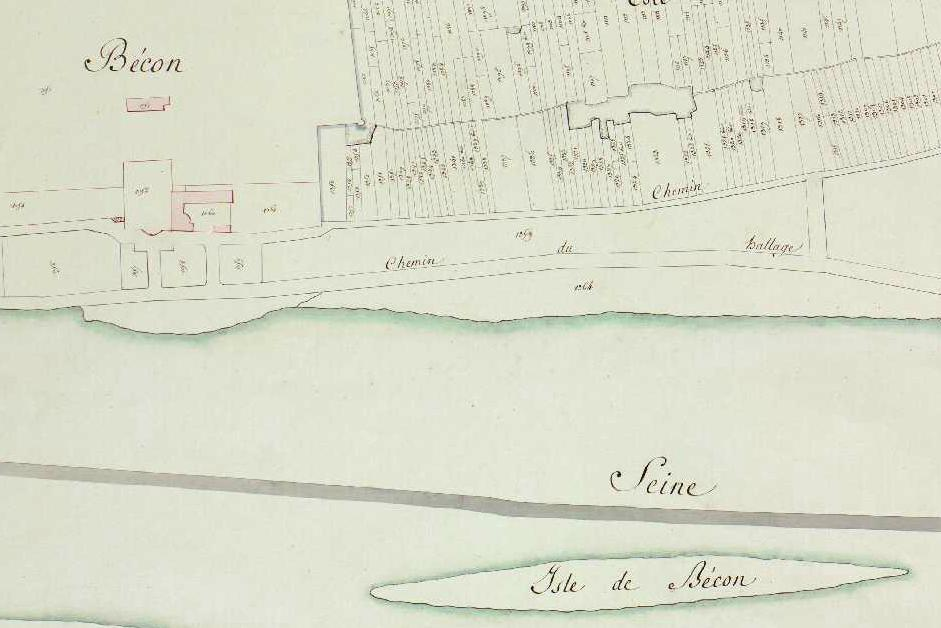
Plans du cadastre napoléonien, Courbevoie, 1810-1811. Archive et Patrimoine des Hauts-de-Seine, section D, 2e feuille, 1810-1811, 1/1250e.

Historiquement, Bécon est un domaine boisé situé en hauteur en bord de Seine, autrefois bâti d'un château, et qui, dominant Paris, forme l'actuel Parc de Bécon. En face, se trouvait jadis une petite Île de Bécon ou Île de la Petite-Jatte, qui est maintenant la partie aval de l'Île de la Jatte, et sur laquelle repose le pont de Levallois.
Le nom de Bécon pourrait venir du mot saxon beacon voulant dire phare terrestre. Il serait donc éventuellement lié aux invasions des Vikings se rassemblant en cet endroit grâce à un phare.
Une autre hypothèse est qu'un édifice ait été bâti par Charlemagne afin, justement,[pourquoi ?] d'empêcher ces invasions normandes,. Cependant, en 845, Ragnar Lodbrok réussit à dépasser cet emplacement en remontant la Seine, et parvint à envahir Paris.
Enfin, similairement à l'origine de Roche-Saint-Secret-Béconne, il est possible qu'il s'agisse de l'ancien nom gaulois Becco (Bec du coq,), suivi du suffixe -onem, soit « terre de Becco », ou encore de bec dans le sens d'une pointe de terre entre deux rivières, bien que cette configuration géographique ne se retrouve qu'à l’île de Bécon. Notons qu'il existe un Bécon-les-Granits en Maine-et-Loire.
Le nom « Bécon-les-Bruyères », créé pour la gare de Bécon-les-Bruyères, est dû à sa situation entre Bécon côté Courbevoie et, côté Asnières, le lieu-dit Les Bruyères (à rapprocher du chemin des Hautes-Bruyères, ancien nom de la rue de la Sablière). Ainsi, on lit en 1927 cette adresse postale: Vaucher (Charles-Alexandre), Ing.-Elect., 3, rue de l'Avenir. Bécon-les-Bruyères par Courbevoie.
L'appellation « Bécon » est utilisée dans le nom de la station de métro terminus de la ligne 3 : Pont de Levallois - Bécon. Au XIXe siècle, il existait encore un chemin de Bécon qui venait d'Asnières, chemin renommé depuis rue d'Anjou et rue de la Station. D'après une carte postale d'époque (La Banlieue parisienne inondée, A. Noyer), la rue de Bécon fut inondée par la Crue de la Seine de 1910, le niveau de l'eau montant à 2,50 mètres dans le quartier du bas-Bécon.

## Histoire

### Jusqu'auXVIIIesiècle

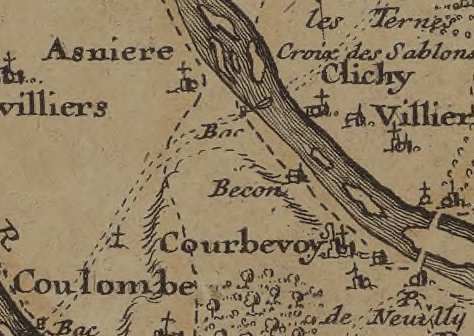
Plan du terroir de St-Denis en France et des paroisses de La Chapelle d'Aubervilliers, de la Cour Neuve, de Stains, de Pierrefitte, de Villetaneuse, d'Epinay et St-Ouen, graveur Charles Inselin, début du XVIIIe siècle

En 704, Childebert IV offre à l'Abbaye de Saint-Wandrille de Fontenelle la terre royale d'Aupec (Aujourd'hui Le Pecq) et ses dépendances, que la chronique de l'Abbaye spécifie vers l'an 1000: Hildebert est le roi du village qui fut accordé, Le Pecq, situé dans le Pincerais sur la Seine, avec ses adjacences: Novitianus, Courbevoie, Albachahan, Nido, Tremlido,, et qui englobaient donc notre territoire. D'après le Polyptyque d'Irminon, ces contrées dépendaient toutefois du diocèse de Paris.
Aucune trace de la paroisse de Courbevoie et Colombes n'a pu être retrouvée avant le IXe siècle, et ces terres furent acquises au XIIe siècle par l'Abbaye de Saint-Denis. Elles en furent affranchies en 1248 par Guillaume de Marcouris, abbé de Saint-Denis, Seigneur d'Asnières et premier conseiller de Saint-Louis, faisant passer l'endroit dans la paroisse de Colombes, jusqu'en 1787. Après avoir évoqué Courbevoie, l'abbé Jean Lebeuf décrivant le hameau comme un petit écart de Colombes, proche Courbevoye, relève dans le registre archiépiscopal du diocèse de Paris au 8 août 1636, qu'un sieur Pierre Sallé, conseiller au Parlement de Paris, y aurait eu sa maison de campagne,.
Le hameau de Bécon figure sur des cartes du XVIIIe siècle, notamment le Plan de Roussel à un emplacement pouvant correspondre à l'actuel parc de Bécon. Richelieu y aurait demeuré - probablement dans la même bâtisse, dont il ne restait que peu de choses après la Révolution française, pendant laquelle quelques quartiers de terre sis au canton des Bruyères et à la côte de Bécon sont vendus comme biens nationaux.

### Le château et la gare ferroviaire auXIXesiècle
Après la Révolution, il ne reste du domaine bâti que des vestiges de caves, les cuisines, les écuries et les souterrains. Le château est reconstruit par l'architecte Jean-Jacques Huvé à la fin du XVIIIe siècle. Vers 1825 ou 1830, alors que la population de ce qui était un hameau du canton de Nanterre, ne dépassait pas quelques centaines d'âmes, cette villa de plaisance appartenait à Mme de Choiseul. Sous l'Empire, elle appartint au comte Orsini qui y construit une demeure ornée de colonnes et au toit en terrasse, puis en 1818 le château est acheté par le comte du Cayla, pair de France et légué à sa fille Catherine Élisabeth Philippine, fort pieuse et morte célibataire en 1877; le docteur Guillée le rachète en 1837.

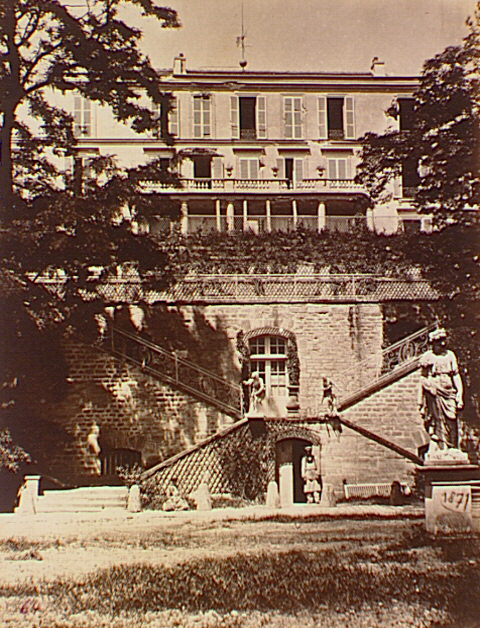
Vue extérieure des ruines du Château de Bécon en 1870, Les ruines de Paris et de ses environs, 1870-1871, photographies d'Alphonse J. Liebert, texte d'Alfred d'Aunay, Gallica BNF

Adolphe Thiers y demeura quelques mois en 1855 et y travailla notamment à sa monumentale Histoire du Consulat et de l'Empire.
Il semblerait qu'en 1861, la demeure ait hébergé une communauté religieuse frappée d'interdit par l'archevêché de Paris, ce qui alla jusqu'à faire l'objet d'un décret apostolique du cardinal Morlot le 14 avril 1856.
Par la suite, pendant la Commune de Paris, après une infructueuse attaque de nuit tentée par Louis Ernest de Maud'huy au cours de la bataille de Courbevoie, l'armée, commandée par le colonel Davout, le prit d'assaut le 17 avril 1871, alors qu'il servait d'avant-poste à 250 fédérés. L'indemnisation des destructions donna lieu en 1873 à la jurisprudence de l'affaire du Château de Bécon.
Le château a été racheté et agrandi  par le prince George Barbu Știrbei (ou Știrbei, fils aîné de Barbu Știrbei) en 1869, qui y hébergea dans une maison attenante le sculpteur Jean-Baptiste Carpeaux jusqu'à sa mort en 1875. Le parc actuel renferme une fontaine aux antiques faite d'éléments sculpturaux acquis par le prince, dont certains proviendraient du Palais des Tuileries, et héberge actuellement le Musée Roybet Fould. Fondé en 1927 par Consuelo Fould, petite fille du banquier Achille Fould qui fut ministre des finances sous Napoléon III, le musée Roybet Fould occupe la villa atelier de la fondatrice, par ailleurs peintre. Il s’agit de l’ancien pavillon que la Suède-Norvège édifia à Paris pour l'Exposition universelle de 1878, légué à la ville de Courbevoie à charge pour elle d'ouvrir un musée dédié à la mémoire de Ferdinand Roybet.
C'est pendant ce siècle que le hameau s'urbanisera progressivement, notamment avec l'arrivée des chemins de fer, faisant passer le château en arrière-plan de l'histoire de Bécon.
Une gare ferroviaire y est donc aussitôt construite puis un des premiers terrains de football de Paris y aménagé de 1891 à 1896.

### Seconde Guerre mondiale

Bombardement de la 8th USAAF visant une usine de roulement à billes et des dépôts de pièces détachées pour moteur Hispano Suiza, 31 décembre 1943.

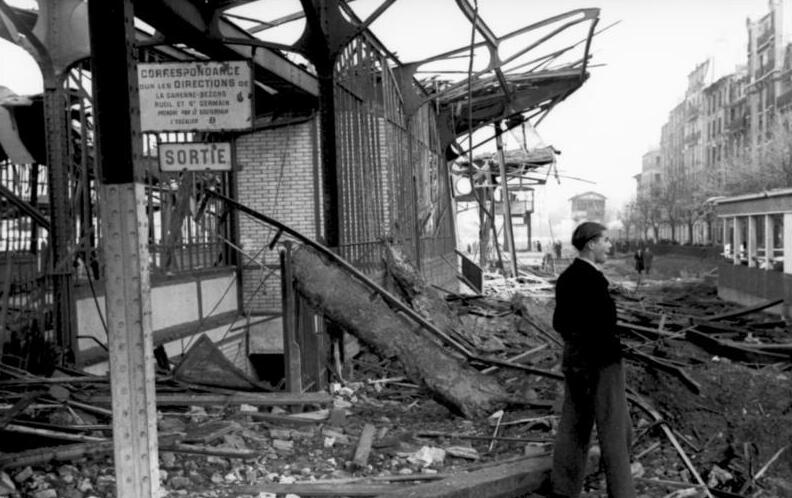
Le quai et la voie en direction de Versailles en décembre 1943.

À côté de l'importante gare de triage de la gare de Bécon-les-Bruyères et proche des usines Hispano-Suiza, le quartier a été bombardé pendant la Seconde Guerre mondiale, le 9 septembre 1943, par deux cents projectiles : Maurice Déribéré, habitant du quartier, raconte le 15 septembre 1943 : « On distingue maintenant les croix noires dessinées, ridiculement petites, des forteresses volantes anglo-américaines... L'avenue Séverine est jonchée de pavés... le souterrain qui va sur le côté Asnières est effondré... Pour aller de l'autre côté de la gare, il nous faut passer sur le pont des Couronnes, à demi-coupé par une bombe. »
Un autre témoin, Colette Soulat, explique : « Une bombe était tombée rue Galliéni... Un immeuble de la place de Belgique avait reçu une bombe entrée de biais qui avait tué tous les habitants réfugiés à la cave. Courbevoie ayant de nombreuses usines fournissant du matériel aux Allemands, ces derniers avaient une défense aérienne très au point. »
Boulevard Saint-Denis, l'immeuble du 192 (toujours intact) était le plus haut de la région. Côté Seine, grâce à la large vue sur Paris, les Allemands avaient installé une batterie de DCA sur le toit.
Le rôle de ces usines est encore confirmé par ce témoignage : « On bombardait dans le pays où j’habitais, à côté de Bécon-les-Bruyères, à cause des usines Hispano-Suiza. Qu’est-ce que ça pouvait bombarder ! Il n’y avait plus une maison à Bécon, plus rien du tout ! »
Le bilan s'élève à environ 80 morts, 53 maisons et immeubles détruits, ainsi qu'une partie du château et l'usine Guerlain. Des décennies plus tard, des bombes non explosées seront périodiquement déterrées lors de travaux publics.
Malgré tout, la guerre sera l'occasion pour la commune d'acquérir le parc de Bécon en 1940 qui sera classé le 13 mai 1941. Le château fut encore endommagé en 1943, puis définitivement rasé en 1957 : Il n'en reste que les caves, le grand escalier et l'orangerie.

## Vie économique

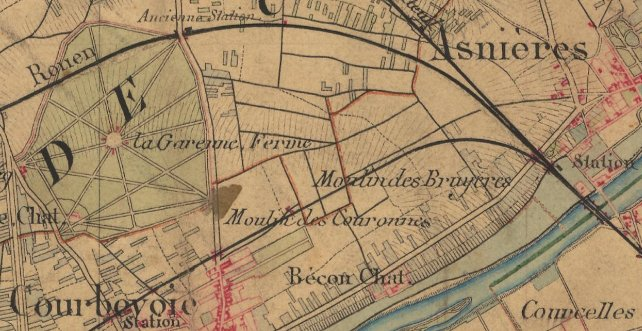
Les anciens moulins des alentours de Bécon

Dans un passé lointain, en haut de la côte du chemin menant de la Seine à la Garenne de Colombes, se trouvaient le moulin des couronnes et le moulin des bruyères, comme le confirment la carte de Cassini du XVIIIe siècle et jusqu'au XIXe siècle les cartes d'État-Major. En témoigne la rue du Moulin des Bruyères toute proche, et les Couronnes étant le nom d'un lieu-dit.
Grâce à la voie ferrée, la proximité de Paris tout en disposant de bien plus d’espace, il est facile d’y organiser des activités économiques.
Par exemple, en mars 1898, la Société des agriculteurs de France y organisa un concours de pulvérisateurs et des essais de traitements destinés à combattre les maladies cryptogamiques et les insectes nuisibles. On y trouvera plus tard des usines: Cadum et Schoum en 1926, l’usine-modèle du Chocolat Devinck, les camions Berliet, Hispano-Suiza de 1914 à 1997, Air Equipement, SKF. Puis en 2009, IBM France y installe son siège national.
Dans le secteur de la parfumerie, Guerlain y transfère une usine en 1894,, tandis que l'entreprise Agnel y distille l'iris et le jasmin. Le maître-parfumeur Edmond Roudnitska y crée en 1946 sa société Art et Parfum, support de ses créations.
Retenons la production annuelle de quelques centaines de litres de vin blanc, d'un cru intitulé Château de Bécon, dont les bouteilles sont stockées dans les caves voûtées du château (Situées sous la terrasse, éclairées et chauffées, et constituées de couloirs s’enfonçant assez loin sous le château, elles furent par ailleurs utilisées pendant l'hiver 1955 pour l'hébergement d'une soixantaine de sans-abri).

## Culture locale et patrimoine

### Monuments et lieux touristiques

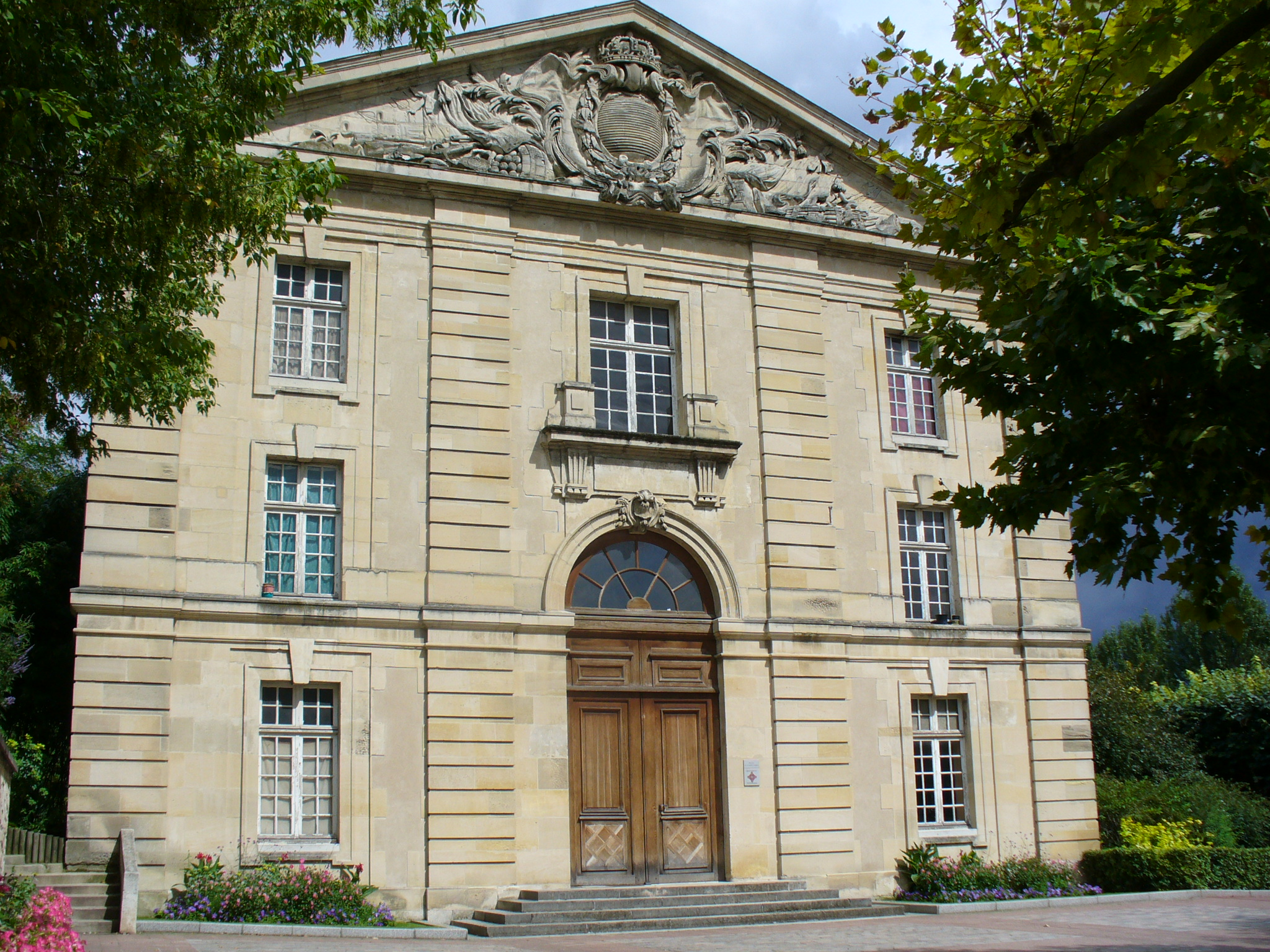
Parc de Bécon, façade de l'ancienne caserne Charras

- Au parc de Bécon se trouvent les pavillons de la Scandinavie et des Indes de l'exposition universelle de 1878, inscrits à l'inventaire des monuments historiques en 1987. Le Pavillon indien du Prince de Galles, créé pour l'exposition d’objets de ce pays, est en cours de rénovation depuis 2010[47].

- La façade visible dans le parc, remontée en 1962, est celle de l'avant-corps central de l'ancienne caserne des Gardes Suisses construite en 1750 par Charles Axel Guillaumot. Elle prit le nom de Caserne Charras en hommage à deux officiers républicains, le général Joseph Charras et son fils le colonel Jean-Baptiste Adolphe Charras[48]. Sur son site est construit le centre commercial du même nom.

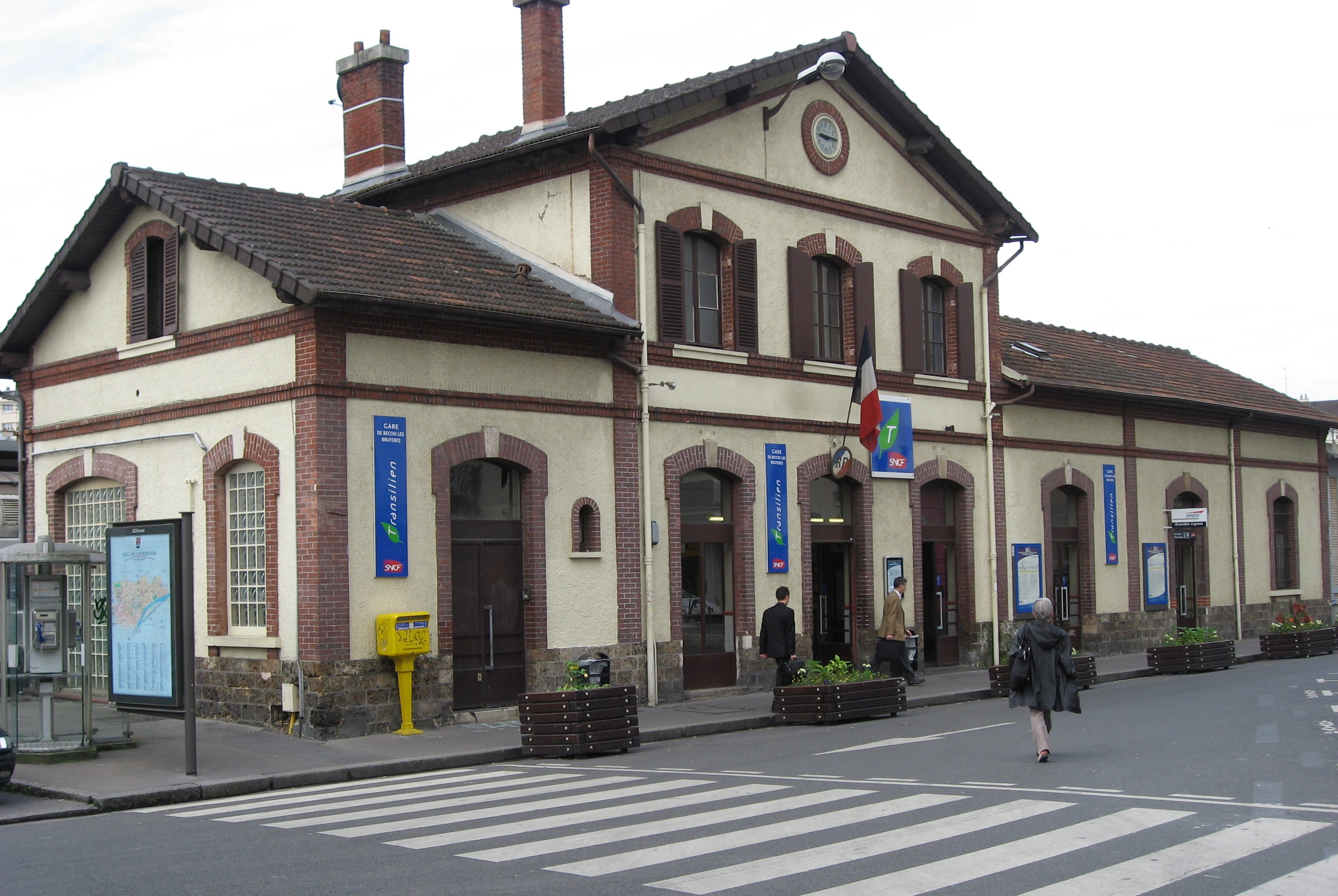
Le bâtiment voyageurs de la gare (détruit en 2015).

- La gare de Bécon-les-Bruyères sur la ligne de Paris-Saint-Lazare à Versailles-Rive-Droite fut ouverte en octobre 1891.
- L'église paroissiale Saint-Maurice de Bécon-les-Bruyères, de style néo-roman, qui remplace une chapelle érigée en paroisse en 1907, fut terminée par Julien Barbier en 1910 avec son orgue d'Aristide Cavaillé-Coll de 1865, provenant de la chapelle palatine de Gerbéviller, et acheté en 1909[49] à Charles de Lambertye Tornielle, marquis de Gerbéviller. Elle fut classée monument historique en 1985. Les vitraux sont de Lucien Mette d'après un carton d'Alphonse Hermann.
- L'Église évangélique de Courbevoie[50].
- À côté de la gare, rue Madiraa, se trouvait une salle de cinéma et de spectacle de 1200 places, le Casino de Bécon, ouvert en 1912 et qui comme tant d'autres fut transformée en supermarché dans les années 1970[51].
- Côté Courbevoie, rue Gallieni, se trouvait le cinéma  Bécon Palace ouvert en 1920 et détruit en 1968.
- Également côté Courbevoie, le marché Lambrecht, aujourd'hui disparu, qui existait autour de 1900[52].
- L'hospice du Cayla, inauguré par le ministre de l'Intérieur le 28 mai 1905 (équipé en 1906 de fosses septiques Bezault, une nouveauté à l'époque), au 12 de la rue du même nom[53].

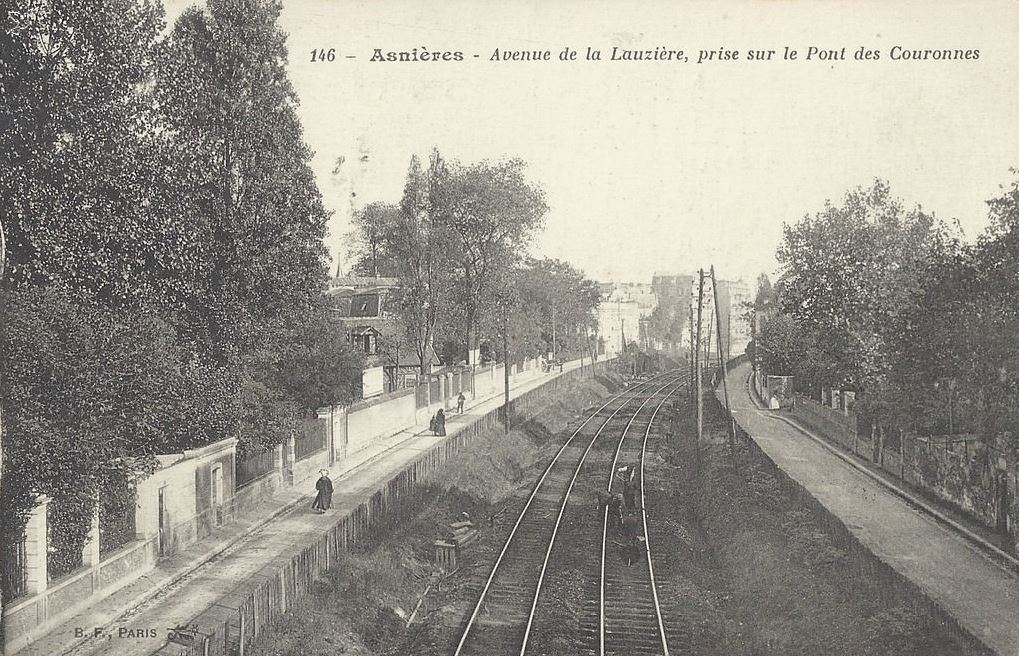
Asnières, avenue de la Lauzière, vue du Pont des Couronnes

- Le Pont des Couronnes, au-dessus de la voie ferrée[54], antérieur à 1873[55], reconstruit une première fois en ciment armé vers 1910, puis par la SNCF dans les années 1970. C'est le point le plus haut de la ville d'Asnières-sur-Seine (45,24 mètres).
- La chapelle Saint-Charles[56], construite en 1889, murs en brique et en pierre, charpente métallique, inscrite à l'Inventaire général du patrimoine culturel d'Île-de-France en 1996[57]. Elle est prêtée par l’Église Catholique Romaine à la paroisse Saint-Jean de San Francisco, de l'Église orthodoxe de Serbie[58].
- Du côté bois-colombien, l'ancien Pont des quinze perches (au-dessus du raccordement ferroviaire du même nom, dans le prolongement de l'ancien chemin des Quinze-Perches, aujourd'hui avenue Chevreul), élargi par la suite à huit mètres. Il est cité en 1853 par Charles Dickens[59] et mentionné dans les Annales de l'Assemblée nationale en 1876.
- Du côté asnièrois, se trouve le Square Gilbert-Thomain (Anciennement Place des Bruyères), d'une surface de 5 900 m2, et du nom (depuis 1936) d'un pilote d'essai, mort en service commandé au camp d'aviation de Romorantin, et Conseiller municipal d'Asnières[60]. Ce square, créé en 1902 puis réaménagé en 1975 et en 1982[61], le sera de nouveau en 2011[62].
- L'église Saint-Marc des Bruyères[63], construite par Paul Vimond et Claude Petit en 1966, première pierre posée le 31 mars 1963.

### Personnalités
- En mai 1927, Emmanuel Bove publie Bécon-les-Bruyères[64], en avant-première dans la revue «Europe». La nouvelle sera publiée avec un frontispice de Maurice Utrillo dans la collection Portraits de la France qui présente un corpus de récits de voyage à vocation touristique[65]. La force du texte de Bove réside dans son apparente incongruité : l'auteur a choisi, à l'opposé de la ligne éditoriale de la collection, de décrire un territoire sans pittoresque particulier et de transfigurer ce site exempt de qualités remarquables en paradigme de l'ordinaire de la banlieue parisienne[66]. Bove relève les moindres détails : « En s’éloignant de la gare, comme aucune enseigne, aucun signe ne rappelle l’endroit où l’on se trouve, on marche en se répétant : « Je suis cependant à Bécon-les-Bruyères. Tout est normal. » » La dernière phrase du livre est restée célèbre : « Un jour peut-être, Bécon-les-Bruyères, qui comme une île ne peut grandir, comme une île disparaîtra. La gare s’appellera Courbevoie-Asnières. » Cette courte nouvelle, adulée par les admirateurs de Bove, fut redécouverte grâce à la traduction allemande qu'en fit Peter Handke en 1984.
- Jean-Claude Vannier en 1943 (pendant une alerte à la bombe)
- Bruno Léandri en 1951[67].
- Félix Del Marle y est décédé en 1952.
- Les acteurs Léontine Toudouze et Alexandre Montcavrel sont morts rue de Bécon en 1893 et 1895 respectivement[68].
- Le dessinateur de bandes dessinées Michel-Paul Giroud y demeure depuis les années 1960.
- Édouard Dhorme y vécut.
- Georges Thomann habite rue Cantin de 1924 à sa mort en 1943.
- Robert Belleret, journaliste et écrivain français, y est né (à Asnières).

## Pour approfondir

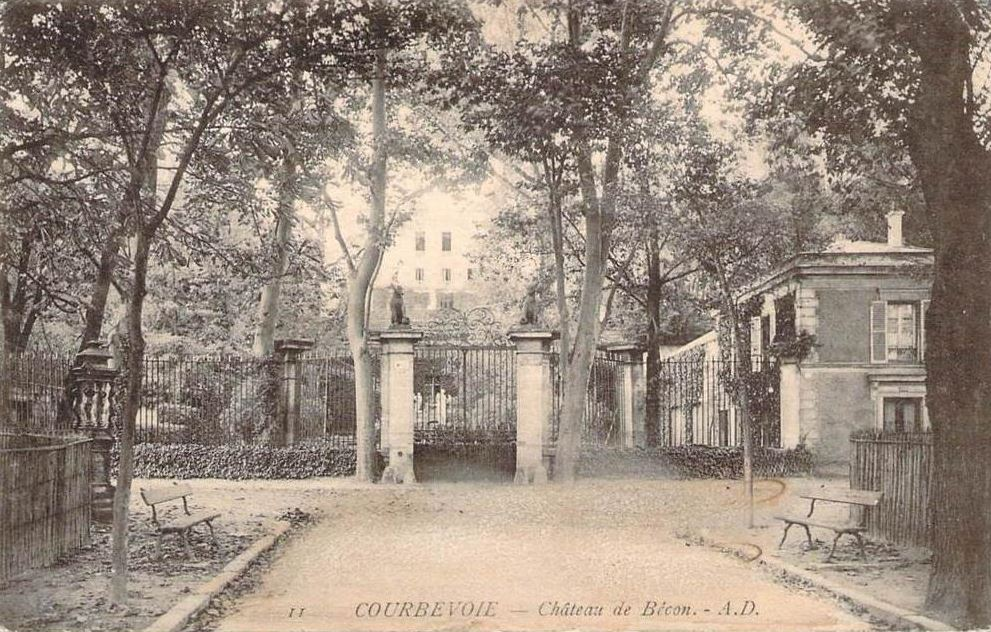
Courbevoie, Château de Bécon

### Œuvres musicales
- Un monologue comique de Richard, La prise de Bécon-les-Bruyères[74], mis en chanson par G. Bunel et Mario Lud.
- En 1956, la chanson Le cambriolage de la villa de Bécon-les-Bruyères, André Brunot, Pally, interprétée par Marguerite Deval
- Bal à Bécon-les-Bruyères, chanson d'Emile Doryphore et son orchestre, en 1957.
- Habitants de Bécon-les-Bruyères, chanson de Jean-Claude Vannier (extrait de son disque Des coups de poing dans la gueule, 1976), paroles de Michel Bernholc[75].